# كاسبر يورغنسن (لاعب كرة قدم)
كاسبر يورغنسن (بالدنماركية: Kasper Jørgensen) هو لاعب كرة قدم دنماركي في مركز الدفاع، ولد في 7 نوفمبر 1999 في الدنمارك في مملكة الدنمارك. لعب مع نادي لينغبي.

## وصلات خارجية
- كاسبر يورغنسن على موقع اتحاد النرويج (النرويجية)
- كاسبر يورغنسن على موقع قاعدة بيانات كرة القدم.إي يو (الإنجليزية)
- كاسبر يورغنسن على موقع Soccerway.com (الإنجليزية)
- كاسبر يورغنسن على موقع عالم كرة القدم.نت (الإنجليزية)